# Tanya Wright
Tanya Wright (The Bronx - New York, 3 mei 1971) is een Amerikaanse actrice.

## Biografie
Wright werd geboren in de borough The Bronx van New York. Zij doorliep de high school aan de George School in Bucks County en haalde haar diploma Engels aan de Vassar College in Poughkeepsie.
Wright begon in 1986 met acteren in de televisieserie The Cosby Show, waarna zij nog meerdere rollen speelde in televisieseries en films.

## Filmografie

### Films
- 2018 My Christmas Inn - als Ellis
- 2012 Why Stop Now? – als Lisa
- 2010 Butterfly Rising – als Rose
- 2001 The Brothers – als LaMuzindah
- 1998 Mama Flora's Family – als Ernestine

### Televisieseries
Uitgezonderd eenmalige gastrollen.
- 2013-2018 Orange Is the New Black – als Crystal Burset – 11 afl.
- 2008-2014 True Blood – als hulpsheriff Kenya Jones – 18 afl.
- 2003-2004 The Handler – als Marcy – 16 afl.
- 2002 NYPD Blue – als Maya Anderson – 6 afl.
- 2001-2002 24 – als Patty Brooks – 9 afl.
- 1999 Moesha – als Andrea – 2 afl.
- 1998 Police Academy: The Series – als Cassandra – 7 afl.
- 1996 Buddies – als Phyllis Brooks – 14 afl.
- 1986 The Cosby Show – als Tanya Simpson – 2 afl.